# 昂比河
昂比河（法語：Amby，法語發音：[ɑ̃bi]）是法国奥弗涅-罗讷-阿尔卑斯大区伊泽尔省的河流，是罗讷河的支流，长7.56千米。